# Stictoscarta dissimilis
Stictoscarta dissimilis är en insektsart som beskrevs av Schmidt 1928. Stictoscarta dissimilis ingår i släktet Stictoscarta och familjen dvärgstritar. Inga underarter finns listade i Catalogue of Life.